# Judy Guinness
Heather Seymour Guinness coniugata Penn-Hughes, detta Judy (Dublino, 14 agosto 1910 – Matabeleland Settentrionale, 24 ottobre 1952), fu una schermitrice proveniente dall'Irlanda che rappresentò la Gran Bretagna per la quale vinse una medaglia d'argento nella prova di fioretto ai giochi olimpici di Los Angeles del 1932.

## Biografia
Al trofeo olimpico di fioretto a Los Angeles giunse fino alla finale dove, contrapposta a Ellen Preis, pareggiò la prima serie di stoccate; negli spareggi fu dichiarata vincitrice, ma comunicò alla giuria che due stoccate dell'avversaria non erano state rilevate; il gesto di fair play le costò la medaglia d'oro, che andò invece alla schermitrice austriaca.
Nel 1935 si unì in matrimonio con il pilota automobilistico britannico Clifton Penn-Hughes, che nel 1939 perse la vita in un incidente aereo a Lympne.